# Afrasca podobna
Afrasca podobna är en insektsart som först beskrevs av Irena Dworakowska 1972.  Afrasca podobna ingår i släktet Afrasca och familjen dvärgstritar. Inga underarter finns listade i Catalogue of Life.